# Fabiano Peçanha
Fabiano Peçanha (Cruz Alta, 5 de junho de 1982) é um atleta brasileiro especializado em provas de meio-fundo, como os 800 metros rasos.

## Biografia
Fabiano pratica atletismo desde os 10 anos de idade e coleciona desde então, títulos nacionais e sul-americanos. Em 2003 levou o bronze no Pan de 2003, em Santo Domingo e no Pan de 2007, no Rio de Janeiro.
Disputou ainda os Jogos Olímpicos de Pequim, na China onde ficou na 16ª posição indo para as semifinais.
No Mundial de Atletismo de 2009 em Berlim, Fabiano passou para as semifinais.
Atualmente, Fabiano treina na Universidade Luterana do Brasil (Ulbra).